# Воля-Ґолковська
Воля-Ґолковська (пол. Wola Gołkowska) — село в Польщі, у гміні Пясечно Пясечинського повіту Мазовецького воєводства.
Населення — 601 особа (2011).
У 1975-1998 роках село належало до Варшавського воєводства.

## Демографія
Демографічна структура станом на 31 березня 2011 року:
|          | Загалом | Допрацездатний вік | Працездатний вік | Постпрацездатний вік |
| -------- | ------- | ------------------ | ---------------- | -------------------- |
| Чоловіки | 294     | 87                 | 193              | 14                   |
| Жінки    | 307     | 89                 | 171              | 47                   |
| Разом    | 601     | 176                | 364              | 61                   |